# Test Grubbsa
Test Grubbsa (ang. Grubbs's test) – test statystyczny służący do wykrywania obserwacji odstających w jednowymiarowym zbiorze danych o którym zakłada się, że pochodzi z populacji o rozkładzie normalnym. Nazwa testu pochodzi od nazwiska amerykańskiego statystyka i pułkownika Franka E. Grubbsa, który był autorem artykułu z 1969 r. pt. Procedures for detecting outlying observations in samples.